# Berlandina hui
Berlandina hui är en spindelart som beskrevs av Song, Zhu och Zhang 2004. Berlandina hui ingår i släktet Berlandina och familjen plattbuksspindlar. Inga underarter finns listade.